# Amadeo (Cavite)
Amadeo (offiziell: Municipality of Amadeo; Filipino: Bayan ng Amadeo) ist eine philippinische Stadtgemeinde in der Provinz Cavite.
Amadeo nennt sich selbst die „Kaffeehauptstadt der Philippinen“.
Amadeo ist bekannt für das Pahimis Festival, das als „Schaukasten“ für die örtliche Kaffeeindustrie dient und normalerweise am letzten Wochenende im Februar stattfindet.
Nachbargemeinden sind Silang im Osten, Tagaytay City im Süden, Indang im Westen, Trece Martires City und General Trias im Norden.

## Baranggays
Amadeo ist politisch in 26 Baranggays (12 städtisch, 14 ländlich).
| - Banaybanay - Bucal - Dagatan - Halang - Loma - Maitim I - Maymangga - Minantok Kanluran - Pangil - Barangay I (Pob.) - Barangay X (Pob.) - Barangay XI (Pob.) - Barangay XII (Pob.) | - Barangay II (Pob.) - Barangay III (Pob.) - Barangay IV (Pob.) - Barangay V (Pob.) - Barangay VI (Pob.) - Barangay VII (Pob.) - Barangay VIII (Pob.) - Barangay IX (Pob.) - Salaban - Talon - Tamacan - Buho - Minantok Silangan |